# Giovanni Plazzer
Giovanni Plazzer, född 30 september 1909 i Koper, död 23 juni 1983, var en italiensk roddare.
Plazzer blev olympisk silvermedaljör i fyra med styrman vid sommarspelen 1932 i Los Angeles.